# 穆瓦斯奈
穆瓦斯奈（法語：Moisenay，法語發音：[mwaznɛ] ⓘ）是法国塞纳-马恩省的一个市镇，属于默伦区。

## 地理
穆瓦斯奈（48°33'46"N, 2°44'9"E）面积8.72 平方千米，位于法国法蘭西島大區塞纳-马恩省，该省份为法国北部内陆省份，北起瓦兹省，西接埃松省、马恩河谷省、塞纳-圣但尼省和瓦兹河谷省，南至卢瓦雷省，东南接约讷省，东临马恩省和奥布省，东北接埃纳省。
与穆瓦斯奈接壤的市镇（或旧市镇、城区）包括：锡夫里-库尔特里、布朗迪、克里斯努瓦、富瑞、曼西。

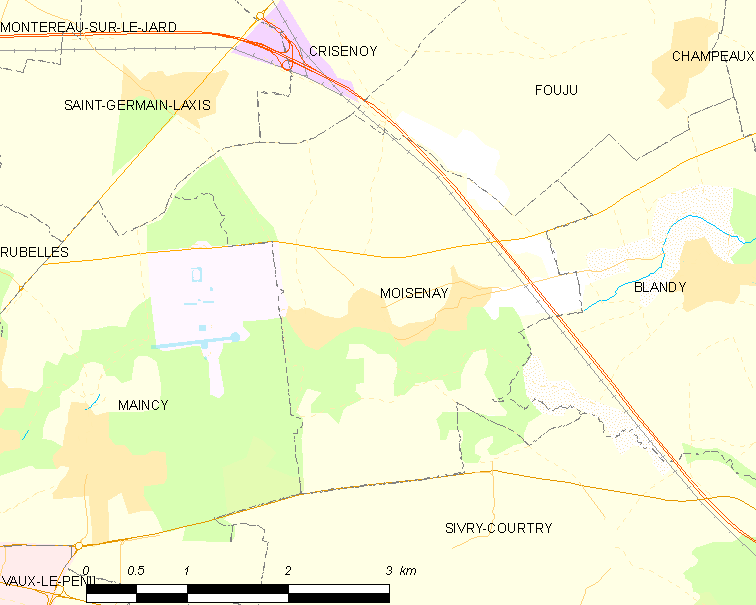
穆瓦斯奈的OSM定位图

穆瓦斯奈的时区为UTC+01:00、UTC+02:00（夏令时）。

## 行政
穆瓦斯奈的邮政编码为77950，INSEE市镇编码为77295。

## 政治
穆瓦斯奈所属的省级选区为楠日县。

## 人口

1962-2008年间穆瓦斯奈人口变化图示

穆瓦斯奈于2022年1月1日时的人口数量为1363人。